# Liga Mistrzów AFC Elite
Liga Mistrzów AFC Elite (ang. AFC Champions League Elite, w skrócie ACL Elite) – międzynarodowe, coroczne kontynentalne rozgrywki piłkarskie  organizowane przez Azjatycką Federację Piłkarską (AFC) dla 24 najlepszych azjatyckich klubów zrzeszonych w federacji. Są to najbardziej prestiżowe rozgrywki w azjatyckiej piłce nożnej.
Turniej został stworzony w 1967 roku jako Turniej Azjatyckich Mistrzów Klubowych. W 2002 roku wprowadzono nową nazwę turnieju - Liga Mistrzów AFC. Od 2024 roku rozgrywki ponownie są rozgrywane pod zmienioną nazwą, jako Liga Mistrzów AFC Elite, w związku z reformą azjatyckich pucharów i wprowadzeniu Ligi Mistrzów AFC 2 i AFC Chellenge League.
W fazie ligowej rywalizują 24 zespoły podzielone na dwa regiony - zachód i wschód. Zwycięzca Ligi Mistrzów AFC Elite zakwalifikuje się do Klubowych Mistrzostw Świata i Pucharu Interkontynentalnego.
Najwięcej tytułów zdobyła drużyna Al-Hilal - 4. Aktualnym mistrzem jest drużyna Al-Ain FC ze Zjednoczonych Emiratów Arabskich, która pokonała w finale edycji 2023/24 Yokohama F. Marinos 6:3 w dwumeczu.

## Historia

### 1967–1972 - Puchar Azjatyckich Mistrzów Klubowych
Pierwszy pomysł stworzenia turnieju dla mistrzów krajów należących do AFC, na kształt rozgrywek europejskich został omówiony 21 kwietnia 1963 roku. Pierwsza edycja turnieju została rozegrana w 1967 roku jako Puchar Azjatyckich Mistrzów Klubowych. Pierwszy czempionat został rozegrany w systemie pucharowym, w trzech następnych wprowadzono fazę grupową.
Turniej na początku spotykał wiele problemów, między innymi brak chęci gry arabskich zespołów przeciwko drużynom z Izraela, które niemal zdominowały pierwsze edycje zawodów. W 1972 roku turniej zawieszono, natomiast Izrael opuścił AFC w 1974 roku.

### 1985–2002 - Klubowe Mistrzostwa Azji
Turniej przywrócono w 1985 roku pod zmienioną nazwą. W 1990 roku stworzono Puchar Zdobywców Pucharów Azji, natomiast w 1995 wprowadzono Superpuchar Azji, w którym grali zwycięzcy Mistrzostw i Pucharu Zdobywców Pucharów.

### 2002–2024 - Liga Mistrzów AFC
Poprzednio stworzono turnieje połączono w Ligę Mistrzów AFC. Mistrzowie i zdobywcy pucharów federacji należących do AFC grali w play-offach o grę w turnieju, w głównej fazie uczestniczyło 8 klubów z zachodniej Azji oraz 8 klubów ze wschodniej. Pierwszym zwycięzcą Ligi Mistrzów został emiracki Al-Ain FC, który pokonał w finale w dwumeczu 2:1 tajski BEC Tero Sasana FC. Turniej przez lata był wielokrotnie powiększany, maksymalnie przyjmując 40 drużyn.
Ostatnia edycja turnieju w tym formacie, w przeciwieństwie do poprzednich - została rozegrana w systemie jesień-wiosna.

### Od 2024 - Liga Mistrzów AFC Elite
23 grudnia 2022 roku ogłoszono, że od 2024 roku liczba drużyn zostanie zmniejszona z 40 do 24 drużyn oraz wprowadzona zostanie faza ligowa, w zastępstwie fazy grupowej.

## Format

### Kwalifikacje
W kwalifikacjach uczestniczą 4 drużyny, 2 ze strefy zachodniej i 2 ze strefy wschodniej. Liczba ta może jednak wzrosnąć do pięciu, jeśli miejsce drużyny, która otrzymała prawo do gry w turnieju zajęła drużyna z tego samego kraju, która sezon wcześniej zdobyła tytuł mistrza Azji.

### Główny turniej

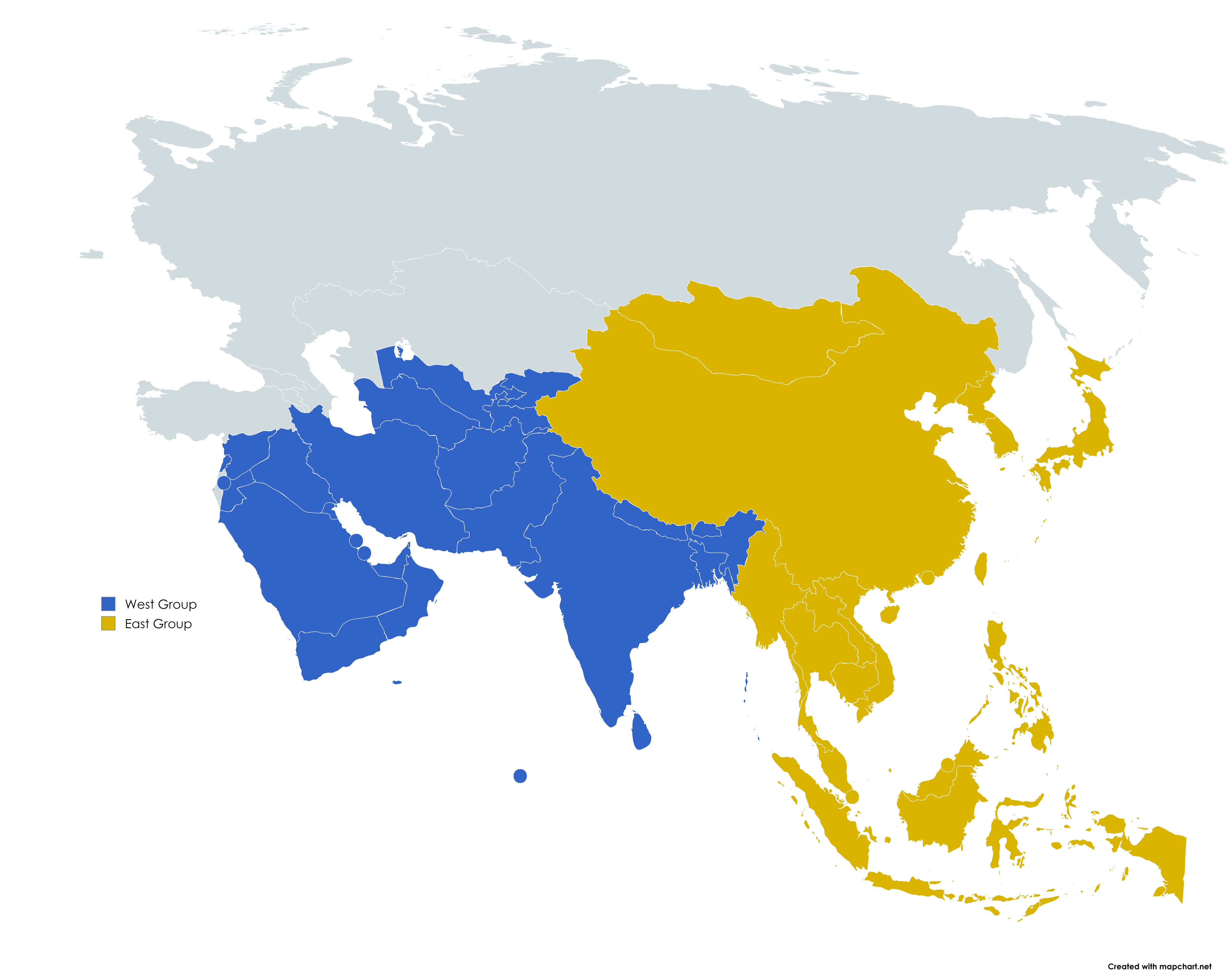
Podział regionalny Ligi Mistrzów AFC Elite - kolorem niebieskim - region zachodni, żółtym - wschodni.

W głównym turnieju uczestniczą 24 drużyny, podzielone na dwie grupy - wschodnią i zachodnią. Uprawnione do udziału są drużyny, które zajęły odpowiednie miejsca w tabelach ligowych 6 najlepszych lig z regionu zachodniego oraz 6 najlepszych lig z regionu wschodniego. W zależności od pozycji w rankingu, liczba uprawnionych do gry klubów z danego kraju się różni.
12 drużyn w każdej z lig rozgrywa 8 meczów, 4 u siebie i 4 na wyjeździe, z każdą wylosowaną spośród dwunastu drużyną mierzy się jednak tylko raz (podobnie jak w Lidze Mistrzów UEFA). Osiem najlepszych zespołów z każdej z lig awansuje do 1/8 finału, rozgrywanych w formacie z rewanżami. Od ćwierćfinałów turniej jest rozgrywany w systemie pojedynczych meczów, w jednym państwie. Zespół z regionu zachodniego może trafić na zespół z regionu wschodniego dopiero w finale rozgrywek, do tej pory, wszystkie fazy turnieju są losowane osobno dla każdego z regionów.

## Finały Ligi Mistrzów AFC

### 14 najlepszych azjatyckich federacji

#### Środkowa i zachodnia Azja
| Państwo                      | Nazwa związku                                |
| ---------------------------- | -------------------------------------------- |
| Bahrajn                      | Bahrain Football Association                 |
| Iran                         | Islamic Republic of Iran Football Federation |
| Irak                         | Iraq Football Association                    |
| Kuwejt                       | Kuwait Football Association                  |
| Katar                        | Qatar Football Association                   |
| Arabia Saudyjska             | Saudi Arabia Football Federation             |
| Zjednoczone Emiraty Arabskie | United Arab Emirates Football Association    |
| Uzbekistan                   | Oʻzbekiston Futbol Federatsiyasi             |

#### Wschodnia Azja
| Państwo          | Nazwa związku                                   |
| ---------------- | ----------------------------------------------- |
| Chiny            | Związek Piłki Nożej Chińskiej Republiki Ludowej |
| Indonezja        | Persatuan Sepak bola Seluruh Indonesia          |
| Japonia          | Japan Football Association                      |
| Korea Południowa | Korea Football Association                      |
| Tajlandia        | Football Association of Thailand                |
| Wietnam          | Liên đoàn bóng đá Việt Nam                      |

W roku 2006 Football Federation Australia przystąpiła do AFC i wystawia kluby w Azjatyckiej Lidze Mistrzów od 2007 roku.

## Finały Pucharu Mistrzów

### Turniej Azjatyckich Mistrzów Klubowych (1967–1972)
| Sezon | Zwycięzca       | Wynik | Drugie miejsce  | Miejsce                              |
| ----- | --------------- | ----- | --------------- | ------------------------------------ |
| 1967  | Hapoel Tel Awiw | 2 – 1 | Selangor FA     | Bangkok                              |
| 1969  | Maccabi Hajfa   | 1 – 0 | Yangzee FC      | Bangkok                              |
| 1970  | Taj             | 2 – 1 | Hapoel Tel Awiw | Stadion Shahida Shiroudiego, Teheran |
| 1971  | Maccabi Hajfa   | w/o   | Al Shourta      | Bangkok                              |

1. ↑  Al Shourta wycofał się z turnieju z powodów politycznych.

### Klubowe Mistrzostwa Azji (1985–2002)
| Sezon | Zwycięzca               | Wynik                    | Drugie miejsce     | Miejsce                             |
| ----- | ----------------------- | ------------------------ | ------------------ | ----------------------------------- |
| 1986  | Daewoo Royals           | 3 – 1                    | Al-Ahli            | Dżudda                              |
| 1987  | Furukawa Electric       | [ i ]                    | Al-Hilal           | Rijad                               |
| 1988  | Yomiuri                 | w/o                      | Al-Hilal           | Finał w formie dwumeczu             |
| 1989  | Al-Sadd                 | 3 – 3 (bramki wyjazdowe) | Al Rasheed         | Finał w formie dwumeczu             |
| 1990  | Liaoning FC             | 3 – 2                    | Nissan FC          | Finał w formie dwumeczu             |
| 1991  | Esteghlal               | 2 – 1                    | Liaoning FC        | Bangabandhu National Stadium, Dhaka |
| 1992  | Al-Hilal                | 1 – 1 (4-3 karnych)      | Esteghlal          | Doha                                |
| 1993  | Pas                     | 1 – 0                    | Al-Szabab          | Bahrajn                             |
| 1994  | Thai Farmers Bank       | 2 – 1                    | Omani Club         | Bangkok                             |
| 1995  | Thai Farmers Bank       | 1 – 0                    | Al-Arabi           | Bangkok                             |
| 1996  | Ilhwa Chunma            | 1 – 0                    | Al-Nasr            | Stadion Króla Fahda, Rijad          |
| 1997  | Pohang Steelers         | 2 – 1                    | Ilhwa Chunma       | Kuala Lumpur                        |
| 1998  | Pohang Steelers         | 0 – 0 (6-5 karne)        | Dalian Wanda       | Hong Kong Stadium, Hongkong         |
| 1999  | Júbilo Iwata            | 2 – 1                    | Esteghlal          | Stadion Azadi, Teheran              |
| 2000  | Al-Hilal                | 3 – 2                    | Júbilo Iwata       | Stadion Króla Fahda, Rijad          |
| 2001  | Suwon Samsung Bluewings | 1 – 0                    | Júbilo Iwata       | Suwon World Cup Stadium, Suwon      |
| 2002  | Suwon Samsung Bluewings | 0 – 0 (4-2 karnych)      | Anyang LG Cheetahs | Stadion Azadi, Teheran              |

1. ↑  Faza finałowa została rozegrana w ramach fazy grupowej, w których mecze rozgrywały cztery drużyny.
2. ↑  Al-Hilal odmówił rozegrania pierwszego meczu finałowego, ponieważ zespół ten nie zgadzał się z obsadą sędziowską na pierwsze ze spotkań.

### Liga Mistrzów AFC

#### Finały w formie dwumeczów (2003–2008)
| Sezon | Gospodarz                                      | Wynik | Gość                   | Miejsce                                      | Frekwencja |
| ----- | ---------------------------------------------- | ----- | ---------------------- | -------------------------------------------- | ---------- |
| 2003  | Al-Ain                                         | 2–0   | BEC Tero Sasana        | Tahnoun Bin Mohammed Stadium, Al-Ajn         |            |
| 2003  | BEC Tero Sasana                                | 1–0   | Al-Ain                 | Rajamangala, Bangkok                         |            |
| 2003  | Al-Ain wygrał w dwumeczu 2 – 1                 |       |                        |                                              |            |
| 2004  | Al-Ittihad                                     | 1–3   | Seongnam Ilhwa Chunma  | Stadion Księcia Abdullaha al-Fajsala, Dżudda |            |
| 2004  | Seongnam Ilhwa Chunma                          | 0-5   | Al-Ittihad             | Tancheon Sports Complex, Seongnam            |            |
| 2004  | Al-Ittihad wygrał w dwumeczu 6 – 3             |       |                        |                                              |            |
| 2005  | Al-Ain                                         | 1–1   | Al-Ittihad             | Tahnoun Bin Mohammed Stadium, Al-Ajn         |            |
| 2005  | Al-Ittihad                                     | 4-2   | Al-Ain                 | Stadion Księcia Abdullaha al-Fajsala, Dżudda |            |
| 2005  | Al-Ittihad wygrał w dwumeczu 5 – 3             |       |                        |                                              |            |
| 2006  | Jeonbuk Hyundai Motors                         | 2-0   | Al Karama              | Jeonju World Cup Stadium, Jeonju             | 25 830     |
| 2006  | Al Karama                                      | 2-1   | Jeonbuk Hyundai Motors | Khaled bin Walid Stadium, Hims               | 40 tys.    |
| 2006  | Jeonbuk Hyundai Motors wygrał w dwumeczu 3 – 2 |       |                        |                                              |            |
| 2007  | Sepahan                                        | 1-1   | Urawa Red Diamonds     | Foolad Shahr Stadium, Fuladszahr             | 30 tys.    |
| 2007  | Urawa Red Diamonds                             | 2-0   | Sepahan                | Stadion Saitama, Saitama                     | 59 034     |
| 2007  | Urawa Red Diamonds wygrała w dwumeczu 3 – 1    |       |                        |                                              |            |
| 2008  | Gamba Osaka                                    | 3-0   | Adelaide United        | Osaka Expo '70 Stadium, Suita                | 20 639     |
| 2008  | Adelaide United                                | 0-2   | Gamba Osaka            | Hindmarsh Stadium, Adelaide                  | 17 tys.    |
| 2008  | Gamba Osaka wygrała w dwumeczu 5 – 0           |       |                        |                                              |            |

#### Finały w formie jednego meczu (2009–2012)
| Sezon | Zwycięzca        | Wynik                   | Drugie miejsce         | Miejsce                             | Frekwencja |
| ----- | ---------------- | ----------------------- | ---------------------- | ----------------------------------- | ---------- |
| 2009  | Pohang Steelers  | 2 – 1                   | Al-Ittihad             | Stadion Olimpijski w Tokio, Tokio   | 25 743     |
| 2010  | Ilhwa Chunma     | 3 – 1                   | Zob Ahan Isfahan       | Stadion Olimpijski w Tokio, Tokio   | 27 308     |
| 2011  | Al-Sadd SC       | 2 – 2 (4 – 2 w karnych) | Jeonbuk Hyundai Motors | Jeonju World Cup Stadium, Jeonju    | 41 805     |
| 2012  | Ulsan Hyundai FC | 3 – 0                   | Al-Alhi                | Ulsan Munsu Football Stadium, Ulsan | 42 315     |

#### Finały w formie dwumeczów (2013–2019)
|      | Gospodarz                                                            | Wynik | Gość                     | Miejsce                             | Frekwencja |
| ---- | -------------------------------------------------------------------- | ----- | ------------------------ | ----------------------------------- | ---------- |
| 2013 | FC Seoul                                                             | 2–2   | Guangzhou Evergrande     | Seul World Cup Stadium, Seul        | 55 501     |
| 2013 | Guangzhou Evergrande                                                 | 1–1   | FC Seoul                 | Tianhe Stadium, Kanton              | 42 984     |
| 2013 | Guangzhou Evergrande wygrał w dwumeczu 3 – 3 dzięki golom wyjazdowym |       |                          |                                     |            |
| 2014 | Western Sydney Wanderers                                             | 1-0   | Al-Hilal                 | Parramatta Stadium, Sydney          | 20 053     |
| 2014 | Al-Hilal                                                             | 0-0   | Western Sydney Wanderers | Stadion Króla Fahda, Rijad          | 63 763     |
| 2014 | Western Sydney Wanderers wygrał w dwumeczu 1 – 0                     |       |                          |                                     |            |
| 2015 | Al-Ahli                                                              | 0-0   | Guangzhou Evergrande     | Malab Al Raszid, Dubaj              | 9 480      |
| 2015 | Guangzhou Evergrande                                                 | 1-0   | Al-Ahli                  | Tiahne Stadium, Guangzhou           | 42 499     |
| 2015 | Guangzhou Evergrande wygrał w dwumeczu 1 – 0                         |       |                          |                                     |            |
| 2016 | Jeonbuk Hyundai Motors                                               | 2-1   | Al-Ain FC                | Stadion Jeonju World Cup, Jeonju    | 36 158     |
| 2016 | Al-Ain FC                                                            | 1-1   | Jeonbuk Hyundai Motors   | Hazza Bin Zayed Stadium, Al-Ajn     | 23 239     |
| 2016 | Jeonbuk Hyundai Motors wygrał w dwumeczu 3 – 2                       |       |                          |                                     |            |
| 2017 | Al-Hilal                                                             | 1-1   | Urawa Red Diamonds       | Stadion Króla Fahda, Rijad          | 59 136     |
| 2017 | Urawa Red Diamonds                                                   | 1-0   | Al-Hilal                 | Stadion Saitama, Saitama            | 57 727     |
| 2017 | Urawa Red Diamonds wygrała w dwumeczu 2 – 1                          |       |                          |                                     |            |
| 2018 | Kashima Antlers                                                      | 2-0   | Persepolis FC            | Stadion Kashima, Kashima            | 35 022     |
| 2018 | Persepolis FC                                                        | 0-0   | Kashima Antlers          | Stadion Azadi, Teheran              | 100 000    |
| 2018 | Kashima Antlers wygrała w dwumeczu 2 – 0                             |       |                          |                                     |            |
| 2019 | Al-Hilal                                                             | 1-0   | Urawa Red Diamonds       | King Saud University Stadium, Rijad | 22 549     |
| 2019 | Urawa Red Diamonds                                                   | 0-2   | Al-Hilal                 | Stadion Saitama, Saitama            | 58 109     |
| 2019 | Al-Hilal wygrała w dwumeczu 3 – 0                                    |       |                          |                                     |            |

#### Finały w formie jednego meczu (2020–2021)
| Sezon | Zwycięzca                                                                              | Wynik | Drugie miejsce  | Miejsce                     | Frekwencja |
| ----- | -------------------------------------------------------------------------------------- | ----- | --------------- | --------------------------- | ---------- |
| 2020  | Ulsan Hyundai                                                                          | 2-1   | Persepolis FC   | Al Janoub Stadium, Al-Wakra | 8517       |
| 2020  | Z uwagi na pandemię COVID-19 odbył się jeden mecz finałowy, który wygrał Ulsan Hyundai |       |                 |                             |            |
| 2021  | Al-Hilal                                                                               | 2-0   | Pohang Steelers | Stadion Króla Fahda, Rijad  | 50 171     |

#### Finały w formie dwumeczów (2022–)
|         | Gospodarz                                  | Wynik | Gość                | Miejsce                         | Frekwencja |
| ------- | ------------------------------------------ | ----- | ------------------- | ------------------------------- | ---------- |
| 2022    | Al-Hilal                                   | 1–1   | Urawa Red Diamonds  | Stadion Króla Fahda, Rijad      | 50 881     |
| 2022    | Urawa Red Diamonds                         | 1–0   | Al-Hilal            | Stadion Saitama, Saitama        | 53 574     |
| 2022    | Urawa Red Diamonds wygrał w dwumeczu 2 – 1 |       |                     |                                 |            |
| 2023/24 | Yokohama F. Marinos                        | 2–1   | Al-Ain              | Nissan Stadium, Jokohama        | 53 704     |
| 2023/24 | Al-Ain                                     | 5–1   | Yokohama F. Marinos | Hazza Bin Zayed Stadium, Al-Ajn | 24 826     |
| 2023/24 | Al-Ain wygrał w dwumeczu 6 – 3             |       |                     |                                 |            |

### Liga Mistrzów AFC Elite
| Sezon   | Zwycięzca | Wynik | Drugie miejsce    | Miejsce                           | Frekwencja |
| ------- | --------- | ----- | ----------------- | --------------------------------- | ---------- |
| 2024/25 | Al-Ahli   | 2 – 0 | Kawasaki Frontale | King Abdullah Sports City, Dżudda | 58 281     |
| 2025/26 |           | –     |                   | Rijad                             |            |

## Statystyki

### Osiągnięcia według klubów
Pochyleniem oznaczono kluby, które już nie istnieją lub startują w innych konfederacjach.
| Drużyna                  | Zwycięzca | Finalista |
| ------------------------ | --------- | --------- |
| Al-Hilal                 | 4         | 5         |
| Pohang Steelers          | 3         | 1         |
| Urawa Red Diamonds       | 3         | 1         |
| Esteghlal                | 2         | 2         |
| Seongnam                 | 2         | 2         |
| Al-Ain                   | 2         | 2         |
| Al-Ittihad               | 2         | 1         |
| Jeonbuk Hyundai Motors   | 2         | 1         |
| Al-Sadd                  | 2         | 0         |
| Guangzhou Evergrande     | 2         | 0         |
| Maccabi Tel Awiw         | 2         | 0         |
| Suwon Samsung Bluewings  | 2         | 0         |
| Thai Farmers Bank        | 2         | 0         |
| Ulsan Hyundai            | 2         | 0         |
| Jubilo Iwata             | 1         | 2         |
| Liaoning Whowin          | 1         | 1         |
| Hapoel Tel Awiw          | 1         | 1         |
| Busan IPark              | 1         | 0         |
| Gamba Osaka              | 1         | 0         |
| JEF United Chiba         | 1         | 0         |
| Kashima Antlers          | 1         | 0         |
| Pas                      | 1         | 0         |
| Tokyo Verdy              | 1         | 0         |
| Western Sydney Wanderers | 1         | 0         |
| Al-Ahli                  | 1         | 2         |
| FC Seoul                 | 0         | 2         |
| Persepolis FC            | 0         | 2         |
| Yokohama F. Marinos      | 0         | 2         |
| Adelaide United          | 0         | 1         |
| Al-Ahli                  | 0         | 1         |
| Al-Arabi                 | 0         | 1         |
| Al Karama                | 0         | 1         |
| Al-Rasheed               | 0         | 1         |
| An-Nassr                 | 0         | 1         |
| Al-Shorta                | 0         | 1         |
| Al-Shabab                | 0         | 1         |
| BEC Tero Sasana          | 0         | 1         |
| Dalian Shide             | 0         | 1         |
| Oman Club                | 0         | 1         |
| Selangor                 | 0         | 1         |
| Sepahan                  | 0         | 1         |
| Yangzee                  | 0         | 1         |
| Zob Ahan Isfahan         | 0         | 1         |
| Kawasaki Frontale        | 0         | 1         |

### Osiągnięcia według państw
| Państwo                      | Zwycięzca | Finalista |
| ---------------------------- | --------- | --------- |
| Korea Południowa             | 12        | 7         |
| Japonia                      | 8         | 6         |
| Arabia Saudyjska             | 7         | 10        |
| Iran                         | 3         | 6         |
| Chiny                        | 3         | 2         |
| Izrael                       | 3         | 1         |
| Zjednoczone Emiraty Arabskie | 2         | 3         |
| Katar                        | 2         | 1         |
| Tajlandia                    | 2         | 1         |
| Australia                    | 1         | 1         |
| Irak                         | 0         | 2         |
| Malezja                      | 0         | 1         |
| Oman                         | 0         | 1         |
| Syria                        | 0         | 1         |

## Sponsorzy i partnerzy
- Molten Corporation
- Neom
- Qatar Airways
- Visit Saudi
- Konami
- Visa